# Karel Marek (ministr)
Karel Marek, uváděn též jako Karl Marek nebo Carl Marek (2. března 1850 Pátek u Poděbrad – 15. října 1936 Holoubkov), byl český dopravní odborník, rakousko-uherský, respektive předlitavský státní úředník a politik, v roce 1911 ministr veřejných prací.

## Biografie
Pocházel ze statkářské rodiny z Pátku u Poděbrad. Vystudoval techniku. Pracoval ve Škodových závodech v Plzni. V roce 1880 se stal přednostou dopravního a dílenského oddělení Duchcovsko-podmokelské dráhy. Postupně se stal odborníkem na problematiku železniční dopravy a autorem několika patentů. Později přešel do státních služeb. Od roku 1884 vedl technický referát na ředitelství státních drah v Praze. Od roku 1886 zde byl přednostou. Později se stal referentem generálního ředitelství státních drah. Měl zodpovědnost za technické a uhelné otázky. Inicioval výstavbu rafinérie v Drohobyči na Haliči a podporoval průmyslové využití hnědého uhlí z ložisek v Čechách. Zastupoval státní dráhy na mezinárodních fórech.
Za vlády Richarda Bienertha se dodatečně stal ministrem veřejných prací. Post si udržel i v následující vládě Paula Gautsche. Funkci zastával v období 9. ledna 1911 – 3. listopadu 1911. Patřil mezi nepočetné Čechy v této vládě. Oznámení jeho nominace na významný rezort vyvolalo podle deníku Národní listy protesty německých nacionálních politiků. Podílel se na řešení otázek bytové výstavby a rozvoje živnostenského podnikání. Sám měl k podnikání blízko, protože se svým tchánem a později i s bratrem manželky řídil továrnu na šamotové zboží v Teplicích/Košťanech.
Zemřel po delší nemoci roku 1936 v rodinné vile v Holoubkově na Rokycansku. Pohřben je v nedalekém městě Mýto.

## Markova vila
V letech 1907–1910 navrhl a realizoval vilu Karla Marka v Holoubkově (čp. 123) architekt Jan Kotěra.